# Fennedine
Fennedine ist ein seltener ostfriesischer weiblicher Vorname, der von der Namenswurzel Fenne bzw. Fentje (Koseform von Namen, die mit der Silbe „fried-“ beginnen) abgeleitet wurde. In einer älteren Form kommt der Name auch als Fentjedina vor. Der zweite Namensteil „Dine“ ist eine Eigenbildung zum Zweck der Umformung in einen weiblichen Namen, wie er in ostfriesischen Namen häufig vorkommt (Ayeltdine – weibl. zu Ayelt; Tjardine – weibl. zu Tjard u. v. m.).